# Championnat du monde féminin de poursuite
L'épreuve de poursuite féminine est une épreuve disputée dans le cadre des championnats du monde de cyclisme sur piste sur une distance de 3000 mètres depuis 1958. Les deux compétitrices partent en même temps d'une position diamétralement opposée au milieu de chaque ligne droite.
En 2023, l'UCI a choisi d'aligner les distances sur les hommes et la poursuite se concourre à partir de janvier 2025 sur 4000 mètres

## Palmarès
Cette épreuve féminine a été une des deux premières épreuves féminines, avec la vitesse, à être intégrée aux Championnats du monde de cyclisme sur piste en 1958.
| Édition      | Or                                        | Argent                                    | Bronze                                    |
| 3 000 mètres | 3 000 mètres                              | 3 000 mètres                              | 3 000 mètres                              |
| ------------ | ----------------------------------------- | ----------------------------------------- | ----------------------------------------- |
| 1958         | Ludmilla Kotchetova (URS)                 | Stella Bail (GBR)                         | Kathleen Ray (GBR)                        |
| 1959         | Beryl Burton (GBR)                        | Elsy Jacobs (LUX)                         | Ludmilla Kotchetova (URS)                 |
| 1960         | Beryl Burton (GBR)                        | Marie-Thérèse Naessens (BEL)              | Lubov Zhogina (URS)                       |
| 1961         | Yvonne Reynders (BEL)                     | Beryl Burton (GBR)                        | Marie-Thérèse Naessens (BEL)              |
| 1962         | Beryl Burton (GBR)                        | Yvonne Reynders (BEL)                     | Lidia Tichomirova (URS)                   |
| 1963         | Beryl Burton (GBR)                        | Yvonne Reynders (BEL)                     | Lubov Rjabchenko (URS)                    |
| 1964         | Yvonne Reynders (BEL)                     | Beryl Burton (GBR)                        | Aino Puronen (URS)                        |
| 1965         | Yvonne Reynders (BEL)                     | Hannelore Mattig (GDR)                    | Aino Puronen (URS)                        |
| 1966         | Beryl Burton (GBR)                        | Yvonne Reynders (BEL)                     | Hannelore Mattig (GDR)                    |
| 1967         | Tamara Garkuchina (URS)                   | Raisa Obodovskaya (URS)                   | Beryl Burton (GBR)                        |
| 1968         | Raisa Obodovskaya (URS)                   | Beryl Burton (GBR)                        | Keetie van Oosten-Hage (NED)              |
| 1969         | Raisa Obodovskaya (URS)                   | Tamara Garkuchina (URS)                   | Keetie van Oosten-Hage (NED)              |
| 1970         | Tamara Garkuchina (URS)                   | Raisa Obodovskaya (URS)                   | Beryl Burton (GBR)                        |
| 1971         | Tamara Garkuchina (URS)                   | Keetie van Oosten-Hage (NED)              | Iva Zajíčková (TCH)                       |
| 1972         | Tamara Garkuchina (URS)                   | Keetie van Oosten-Hage (NED)              | Lubov Zadoroznaya (URS)                   |
| 1973         | Tamara Garkuchina (URS)                   | Keetie van Oosten-Hage (NED)              | Beryl Burton (GBR)                        |
| 1974         | Tamara Garkuchina (URS)                   | Valentina Smirnova (URS)                  | Keetie van Oosten-Hage (NED)              |
| 1975         | Keetie van Oosten-Hage (NED)              | Mary Jane Reoch (USA)                     | Beryl Burton (GBR)                        |
| 1976         | Keetie van Oosten-Hage (NED)              | Luigina Bissoli (ITA)                     | Mary Jane Reoch (USA)                     |
| 1977         | Vera Kuznezova (URS)                      | Anne Riemersma (NED)                      | Karen Strong (CAN)                        |
| 1978         | Keetie van Oosten-Hage (NED)              | Anne Riemersma (NED)                      | Luigina Bissoli (ITA)                     |
| 1979         | Keetie van Oosten-Hage (NED)              | Anne Riemersma (NED)                      | Luigina Bissoli (ITA)                     |
| 1980         | Nadesja Kibardina (URS)                   | Karen Strong (CAN)                        | Petra de Bruin (NED)                      |
| 1981         | Nadesja Kibardina (URS)                   | Tamara Polyakova (URS)                    | Jeannie Longo (FRA)                       |
| 1982         | Rebecca Twigg (USA)                       | Connie Carpenter (USA)                    | Jeannie Longo (FRA)                       |
| 1983         | Connie Carpenter (USA)                    | Cynthia Olavarri (USA)                    | Jeannie Longo (FRA)                       |
| 1984         | Rebecca Twigg (USA)                       | Jeannie Longo (FRA)                       | Rossella Galbiati (ITA)                   |
| 1985         | Rebecca Twigg (USA)                       | Jeannie Longo (FRA)                       | Margaret Maass (USA)                      |
| 1986         | Jeannie Longo (FRA)                       | Rebecca Twigg (USA)                       | Barbara Ganz (SUI)                        |
| 1987         | Rebecca Twigg (USA)                       | Jeannie Longo (FRA)                       | Melissa Mayfield (USA)                    |
| 1988         | Jeannie Longo (FRA)                       | Barbara Ganz (SUI)                        | Melissa Mayfield (USA)                    |
| 1989         | Jeannie Longo (FRA)                       | Petra Rossner (GDR)                       | Barbara Ganz (SUI)                        |
| 1990         | Leontien van Moorsel (NED)                | Madonna Harris (NZL)                      | Barbara Ganz (SUI)                        |
| 1991         | Petra Rossner (GER)                       | Janie Eickhoff (USA)                      | Marion Clignet (FRA)                      |
| 1992         | Épreuve remplacée par les Jeux olympiques | Épreuve remplacée par les Jeux olympiques | Épreuve remplacée par les Jeux olympiques |
| 1993         | Rebecca Twigg (USA)                       | Marion Clignet (FRA)                      | Janie Eickhoff (USA)                      |
| 1994         | Marion Clignet (FRA)                      | Svetlana Samochvalova (RUS)               | Janie Eickhoff (USA)                      |
| 1995         | Rebecca Twigg (USA)                       | Antonella Bellutti (ITA)                  | May Britt Våland (NOR)                    |
| 1996         | Marion Clignet (FRA)                      | Lucy Tyler (AUS)                          | Antonella Bellutti (ITA)                  |
| 1997         | Judith Arndt (GER)                        | Natalia Karimova (RUS)                    | Yvonne McGregor (GBR)                     |
| 1998         | Lucy Tyler-Sharman (AUS)                  | Leontien Zijlaard-van Moorsel (NED)       | Judith Arndt (GER)                        |
| 1999         | Marion Clignet (FRA)                      | Judith Arndt (GER)                        | Rasa Mazeikyte (LTU)                      |
| 2000         | Yvonne McGregor (GBR)                     | Judith Arndt (GER)                        | Elena Tchalykh (RUS)                      |
| 2001         | Leontien Zijlaard-van Moorsel (NED)       | Olga Slyusareva (RUS)                     | Elena Tchalykh (RUS)                      |
| 2002         | Leontien Zijlaard-van Moorsel (NED)       | Olga Slyusareva (RUS)                     | Katherine Bates (AUS)                     |
| 2003         | Leontien Zijlaard-van Moorsel (NED)       | Katie Mactier (AUS)                       | Olga Slyusareva (RUS)                     |
| 2004         | Sarah Ulmer (NZL)                         | Katie Mactier (AUS)                       | Elena Tchalykh (RUS)                      |
| 2005         | Katie Mactier (AUS)                       | Katherine Bates (AUS)                     | Karin Thürig (SUI)                        |
| 2006         | Sarah Hammer (USA)                        | Olga Slyusareva (RUS)                     | Katie Mactier (AUS)                       |
| 2007         | Sarah Hammer (USA)                        | Rebecca Romero (GBR)                      | Katie Mactier (AUS)                       |
| 2008         | Rebecca Romero (GBR)                      | Sarah Hammer (USA)                        | Katie Mactier (AUS)                       |
| 2009         | Alison Shanks (NZL)                       | Wendy Houvenaghel (GBR)                   | Vilija Sereikaitė (LTU)                   |
| 2010         | Sarah Hammer (USA)                        | Wendy Houvenaghel (GBR)                   | Vilija Sereikaitė (LTU)                   |
| 2011         | Sarah Hammer (USA)                        | Alison Shanks (NZL)                       | Vilija Sereikaitė (LTU)                   |
| 2012         | Alison Shanks (NZL)                       | Wendy Houvenaghel (GBR)                   | Ashlee Ankudinoff (AUS)                   |
| 2013         | Sarah Hammer (USA)                        | Amy Cure (AUS)                            | Annette Edmondson (AUS)                   |
| 2014         | Joanna Rowsell (GBR)                      | Sarah Hammer (USA)                        | Amy Cure (AUS)                            |
| 2015         | Rebecca Wiasak (AUS)                      | Jennifer Valente (USA)                    | Amy Cure (AUS)                            |
| 2016         | Rebecca Wiasak (AUS)                      | Malgorzata Wojtyra (POL)                  | Annie Foreman-Mackey (CAN)                |
| 2017         | Chloé Dygert (USA)                        | Ashlee Ankudinoff (AUS)                   | Kelly Catlin (USA)                        |
| 2018         | Chloé Dygert (USA)                        | Annemiek van Vleuten (NED)                | Kelly Catlin (USA)                        |
| 2019         | Ashlee Ankudinoff (AUS)                   | Lisa Brennauer (GER)                      | Lisa Klein (GER)                          |
| 2020         | Chloé Dygert (USA)                        | Lisa Brennauer (GER)                      | Franziska Brauße (GER)                    |
| 2021         | Lisa Brennauer (GER)                      | Franziska Brauße (GER)                    | Mieke Kröger (GER)                        |
| 2022         | Franziska Brauße (GER)                    | Bryony Botha (NZL)                        | Josie Knight (GBR)                        |
| 2023         | Chloé Dygert (USA)                        | Franziska Brauße (GER)                    | Bryony Botha (NZL)                        |
| 2024         | Anna Morris (GBR)                         | Chloé Dygert (USA)                        | Bryony Botha (NZL)                        |
| 4 000 mètres |                                           |                                           |                                           |
| 2025         |                                           |                                           |                                           |

## Bilan
| Rang | Cycliste                      | Pays             | Médaille d'or, Coupe du Monde | Médaille d'argent, Coupe du Monde | Médaille de bronze, Coupe du Monde | Total |
| ---- | ----------------------------- | ---------------- | ----------------------------- | --------------------------------- | ---------------------------------- | ----- |
| 1    | Tamara Garkuchina             | Union soviétique | 6                             | 1                                 | 0                                  | 7     |
| 1    | Rebecca Twigg                 | États-Unis       | 6                             | 1                                 | 0                                  | 7     |
| 3    | Beryl Burton                  | Grande-Bretagne  | 5                             | 3                                 | 4                                  | 12    |
| 4    | Sarah Hammer                  | États-Unis       | 5                             | 2                                 | 0                                  | 7     |
| 5    | Keetie van Oosten-Hage        | Pays-Bas         | 4                             | 3                                 | 4                                  | 11    |
| 6    | Leontien Zijlaard-van Moorsel | Pays-Bas         | 4                             | 1                                 | 0                                  | 5     |
| 6    | Chloé Dygert                  | États-Unis       | 4                             | 1                                 | 0                                  | 5     |
| 8    | Jeannie Longo                 | France           | 3                             | 3                                 | 3                                  | 9     |
| 9    | Yvonne Reynders               | Belgique         | 3                             | 3                                 | 0                                  | 6     |
| 10   | Marion Clignet                | France           | 3                             | 1                                 | 1                                  | 5     |
| 11   | Raisa Obodovskaya             | Union soviétique | 2                             | 2                                 | 0                                  | 4     |

| Rang  | Pays               | Médaille d'or, Coupe du Monde | Médaille d'argent, Coupe du Monde | Médaille de bronze, Coupe du Monde | Total |
| ----- | ------------------ | ----------------------------- | --------------------------------- | ---------------------------------- | ----- |
| 1     | États-Unis         | 16                            | 9                                 | 8                                  | 33    |
| 2     | Union soviétique   | 12                            | 5                                 | 7                                  | 24    |
| 3     | Grande-Bretagne    | 9                             | 8                                 | 7                                  | 24    |
| 4     | Pays-Bas           | 8                             | 8                                 | 4                                  | 20    |
| 5     | France             | 6                             | 4                                 | 4                                  | 14    |
| 6     | Australie          | 5                             | 6                                 | 8                                  | 19    |
| 7     | Allemagne          | 4                             | 6                                 | 4                                  | 14    |
| 8     | Belgique           | 3                             | 4                                 | 1                                  | 8     |
| 9     | Nouvelle-Zélande   | 3                             | 3                                 | 2                                  | 8     |
| 10    | Russie             | 0                             | 5                                 | 4                                  | 9     |
| 11    | Italie             | 0                             | 2                                 | 4                                  | 6     |
| 12    | Suisse             | 0                             | 1                                 | 4                                  | 5     |
| 13    | Canada             | 0                             | 1                                 | 2                                  | 3     |
| 14    | Allemagne de l'Est | 0                             | 2                                 | 1                                  | 3     |
| 15    | Luxembourg         | 0                             | 1                                 | 0                                  | 1     |
| 15    | Pologne            | 0                             | 1                                 | 0                                  | 1     |
| 17    | Lituanie           | 0                             | 0                                 | 4                                  | 4     |
| 18    | Tchécoslovaquie    | 0                             | 0                                 | 1                                  | 1     |
| 18    | Norvège            | 0                             | 0                                 | 1                                  | 1     |
| Total | Total              | 66                            | 66                                | 66                                 | 198   |